# HMS Kent (54)
HMS Kent (54) là một tàu tuần dương hạng nặng thuộc lớp County của Hải quân Hoàng gia Anh Quốc và là chiếc dẫn đầu cho lớp phụ Kent. Nó đã tham gia hoạt động trong suốt Chiến tranh Thế giới thứ hai cho đến khi được tháo dỡ vào năm 1948.

## Thiết kế và chế tạo
Kent được chế tạo bởi Xưởng đóng tàu Chatham tại Chatham, Medway, được đặt lườn vào ngày 15 tháng 11 năm 1924. Nó được hạ thủy vào ngày 16 tháng 3 năm 1926, và đưa ra hoạt động vào ngày 25 tháng 6 năm 1928.

## Lịch sử hoạt động

### Giữa hai cuộc thế chiến
Năm 1928, Kent được Nữ bá tước Stanhope đưa vào hoạt động như là soái hạm của Hải đội Tuần dương 5 tại China Station, đi đến Hong Kong sáu tuần sau khi bắt đầu hoạt động. Vào năm 1937, Kent quay trở về Chatham trải qua một đợt tái trang bị lớn, bao gồm việc bổ sung một đai giáp bê tông dày 114 mm (4,5 inch) được mở rộng 1,8 m (6 ft) bên dưới mực nước, và một lớp giáp trong dày 102 mm (4 inch) tăng cường cho các ngăn của phòng nồi hơi. Các khẩu pháo phòng không QF 2 pounder (40 mm) pom-pom được thay bằng tháp pháo bốn nòng. Sau khi tái trang bị, vào năm 1938, chiếc tàu tuần dương trở lại Viễn Đông.

### Chiến tranh Thế giới thứ hai
Vào tháng 12 năm 1939, Kent được chuyển sang Hải đội Tuần dương 4, tiến hành các cuộc tuần tra chống cướp tàu buôn tại khu vực Đông Ấn rồi được chuyển sang nhiệm vụ hộ tống các đoàn tàu vận tải tại Ấn Độ Dương vào đầu năm 1940. 

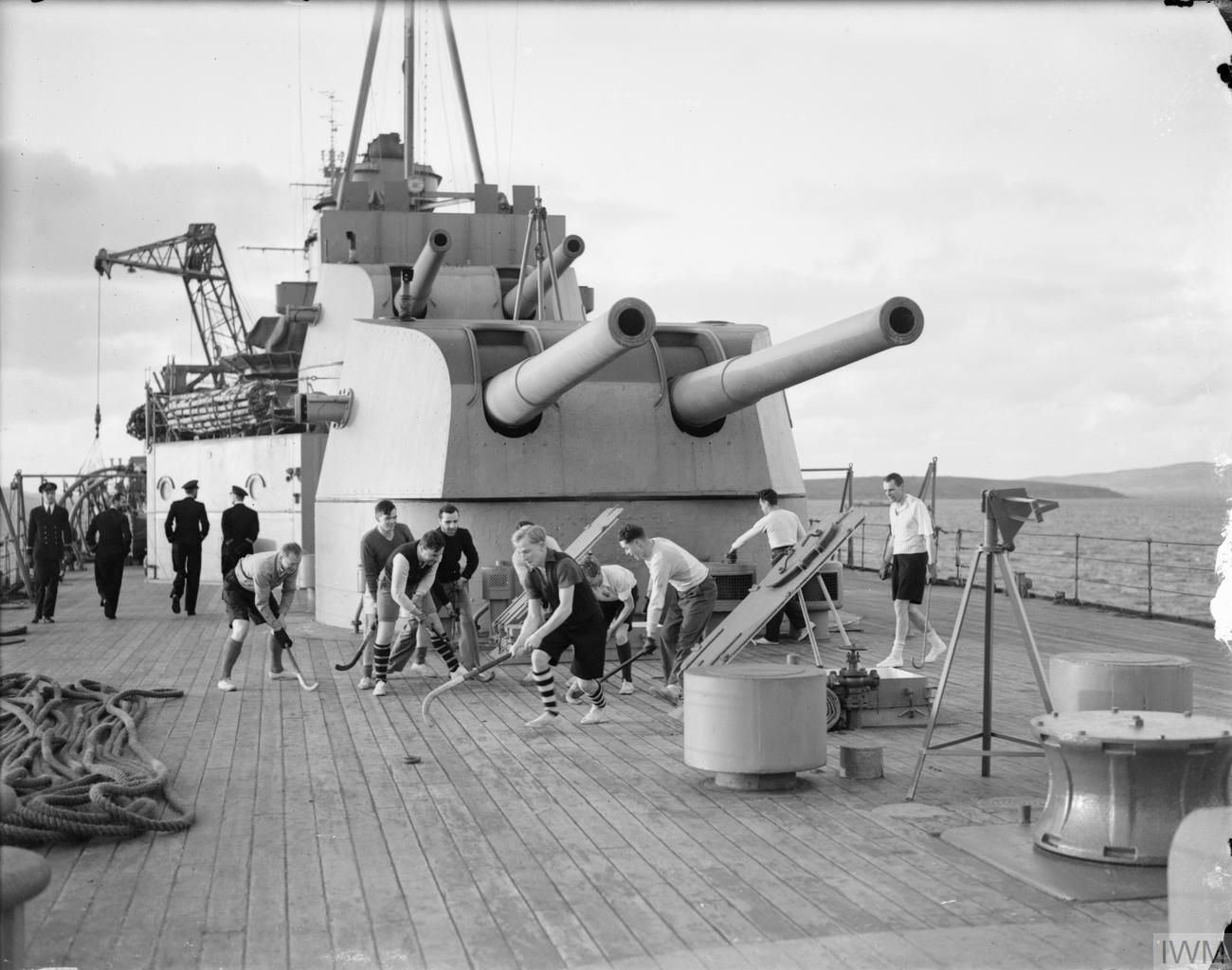
Sĩ quan trên HMS Kent đang chơi hockey dưới bóng các khẩu pháo 203 mm (8 inch). Khi có điều kiện, trò chơi được tiến hành để luyện tập mỗi buổi xế trưa cả khi ngoài biển lẫn trong cảng.

Sau khi Ý tuyên chiến, chiếc tàu tuần dương được bố trí đến Hạm đội Địa Trung Hải, đi đến Alexandria vào tháng 8 năm 1940 cùng với Hải đội Tuần dương 3. Ngày 17 tháng 8 năm 1940 Kent cùng với mười hai tàu khu trục tiến hành bắn phá cuác vị trí của Ý chung quanh pháo đài Bardia.
Ngày 15 tháng 9 năm 1940, Kent cùng với thiết giáp hạm HMS Valiant, tàu sân bay HMS Illustrious và bảy tàu khu trục rời Alexandria. Ngày hôm sau, trong khi ngoài khơi phía nam đảo Crete, lực lượng được tăng cường thêm các tàu tuần dương phòng không HMS Calcutta và HMS Coventry. Lực lượng này di chuyển về phía Benghazi, và trong đêm 16-17 tháng 9 năm 1940, máy bay của Illustrious đã thả mìn xuống cảng Benghazi. Chúng cũng tấn công các tàu bè trong cảng bằng ngư lôi. Phía Ý bị mất hai tàu khu trục và ai tàu buôn.
Trong khi quay trở về căn cứ sau cuộc tấn công này, Kent và hai tàu khu trục được cho tách ra để bắn phá Bardia. Trong đêm 17-18 tháng 9 năm 1940, Kent bị trúng một ngư lôi vào phía đuôi tàu bởi những máy bay ném bom-ngư lôi dẫn đầu bởi Carlo Emanuele Buscaglia. Nó được các tàu khu trục kéo trở về căn cứ với rất nhiều khó khăn. Nó trải qua các sửa chữa tạm thời tại Alexandria vào ngày 19 tháng 9 cho phép nó có thể quay trở về Anh Quốc.
Công việc sửa chữa rộng rãi được thực hiện tại Xưởng tàu Devonport, và tình hình càng tệ hại hơn khi Kent trúng phải một quả bom đang khi trong ụ tàu. Công việc sửa chữa hoàn tất kịp lúc cho nó hoạt động trở lại vào tháng 9 năm 1941, khi nó gia nhập Hải đội Tuần dương 1 như một phần của Hạm đội Nhà để hộ tống các đoàn tàu vận tải đi đến miền Bắc nước Nga. Từ đó cho đến năm 1944, nó tuần tra lại các lối vào Đại Tây Dương từ phía Bắc và hộ tống hơn 18 đoàn tàu vận tải đến Nga.

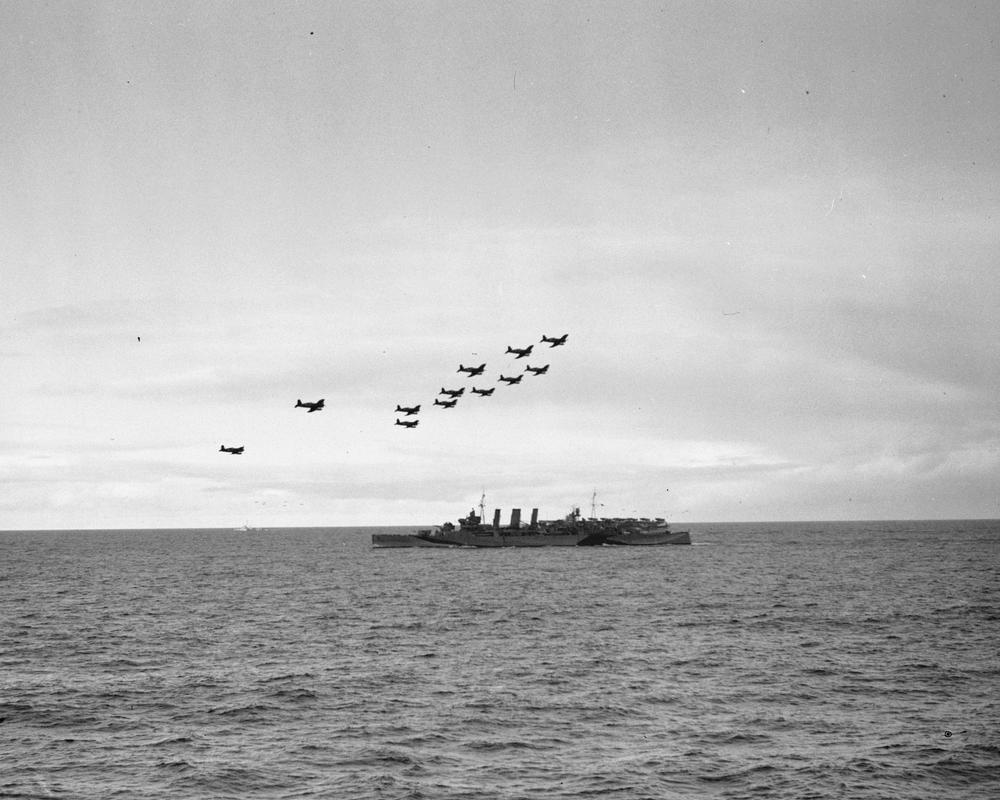
Những chiếc Chance-Vought Corsairs bay thành đội hình bên trên HMS Kent, nhìn từ tàu sân bay hộ tống HMS Trumpeter

Vào năm 1944, chiếc tàu tuần dương tham gia nhiều hoạt động ngoài khơi bờ biển Na Uy, trước tiên là nhằm đánh lạc hướng sự chú ý của Hitler khỏi khu vực Normandy. Vào ngày 14 tháng 11 năm 1944, hoạt động như là soái hạm của Chuẩn Đô đốc Rhoderick McGrigor, cùng với tàu tuần dương hạng nhẹ HMS Bellona và các tàu khu trục HMS Myngs, HMS Zambesi, HMS Verulam và HMCS Algonquin, Kent đánh phá các tàu bè đối phương phía Đông Nam Egersund, Na Uy. Lực lượng đã đánh chặn một đoàn tàu vận tải Đức ngoài khơi vũng biển Lister, bốn tàu hàng được hộ tống bởi M.416, M.427, Uj.1221, Uj.1223, Uj.1713 và một chiếc Uj khác không xác định. Bắt đầu khai hỏa lúc 23 giờ 00, họ đã đánh chìm hai tàu hàng và tất cả các tàu hộ tống ngoại trừ chiếc không được xác định. Chiến thắng này là hoạt động tác chiến cuối cùng của con tàu.
Vào cuối năm 1944, Kent va chạm với một tàu chở dầu. Sau khi được sửa chữa tại Clydeside, nó được giữ lại Gareloch như soái hạm của lực lượng dự bị. Vào tháng 10 năm 1946, nó được chuyển đến Chatham đảm trách vai trò soái hạm của lực lượng dự bị tại đây. Vào mùa Hè năm 1947, vũ khí của nó được tháo dỡ và nó được sử dụng trong thử nghiệm mục tiêu.
Cuối cùng, nó được bán cho BISCO vào ngày 22 tháng 1 năm 1948, và được cho kéo đến Troon vào ngày 31 tháng 1 để được tháo dỡ bởi hãng West of Scotland Shipbreakers.